# 基督论
基督論（Christology）就是環繞著教會根基耶稣基督的論述。《聖經》記載耶穌曾問及門徒：「你們說我是誰？」門徒的答案亦得耶穌所認同。但基督論自教會發展便一直撼動著教會，是神學家辯論的主題，也是正統與異端的攻防戰場；更是早期東西方教會分裂的爆發點。
公元325年的第一次尼西亞公會議，為了打擊亞流派而宣告：「基督是完全的神」。但教會並沒有因此而太平，教內對於基督的人性和神性、以及在神性和人性之間的關係眾說紛紜，且反覆在政治上相互角力。一直到公元451年的迦克墩公會議，教會才承認「基督是完全的人」。基督是真上帝又是真人，具神人二性「不相混乱，不相交换，不能分开，不能离散」。
可是教會沒有因此而平靜，反而引起「二性如何結合在基督身上」的爭論。東西方教會因著對解經方式不同，對基督的二性也有不同的觀點，故引起神學和政治的鬥爭。安提阿學派的聶斯脫里和亞歷山大學派的區利羅，就是頗具代表性的人物。
當初釋經角度不同所引發的爭議，直至今天仍持續震盪。德國頗具影響力的神學家魯道夫·布爾特曼在面對自由主義者，以安提阿學派注重聖經字義和歷史背景的解經精神，所發展出來的「歷史耶穌的追尋」運動時，以亞歷山大學派寓意解經觀點，就「歷史的耶穌」和「信仰的基督」之間的落差，提出其獨特的看法。

## 基督論論述

### 普遍論述
基督兼有神人二性，是完整的神（即上帝），也是完全的人。此二性俱各完备，合于一个位格，不混合为一性，也不相分为两性。神人二性，即为他的神性。按系統神學解釋：“耶穌是真神，又是真人；神人二性，合於一位”。
不同的基督教宗派的主張有共通之點，也有若干差異。例如信义宗的始創人馬丁·路德主张基督有神人二性是：即使在基督升天之后，人性仍无所不在、属性互通。属性互通的宗教假设導致了争辩，有的主張基督在成肉身时“放弃了神的属性”，仅偶尔的使用神性；有的則主张基督“任何時候都有神的属性”，不过是“予以隐藏或仅暗中使用”。

### 聶斯脫里的基督論

#### 二性結合的困擾
第四世紀亞歷山大港教會長老亞流（256-336）認為如果耶穌是聖言（logos，音譯邏各斯，又翻譯為道）的化身，與聖父相同，那麼神性會因耶穌在時間中的人性而改變，而且上帝會在肉體裡面受苦，這是不可能的。所以，在耶穌基督裡面聖言成了血肉（道成肉身）的聖言，並不是完全神聖的，而是一個偉大且地位很高的受造物。及後的第一次尼西亞公會議通過《信經》欲解決此爭議，但對神人二性的探討仍繼續發展。

#### 二性是道德性的結合
亞歷山大學派主張，神人二性合為一性，神性在其中滲透一切，並且完全控制人性。
安提阿學派則相信基督擁有由肉身、理性和自由意志構成的完整人性。主張耶穌基督具有二性和二位格。也就是說兩個人可以變成一個人，而同時又是一個人。就好像多人組成的協會或者議會，在法律的眼中，也算是一個法人。所以聶斯脫里認為，上帝的聖言和聖子一同下凡，完成聖言成了血肉，即是耶穌基督。聖言和聖子兩者是不可分割的，但可以同在一個位格裡，同尊同榮，同受萬物敬拜。基督的肉身，固然為救贖眾人而死，但基督身體裏聖言卻不可以也不可能死去，所以基督神人二性必須有所區分，因此強調神性與人性的結合是道德性的結合，是意志上的結合，而非本質上的合一。雖然別人因為他提出瑪利亞為「基督之母」，不是「神之母」，而指控聶斯脫里否認基督的神性，但聶斯脫里否認這個說法，強調他只是堅持把基督的神性和人性分別出來。

#### 結合以後成為完全的人
聶斯脫里認為不可能存有一个既是完全的人，又是完全的神，因此堅稱道成肉身乃是上帝本著自己的恩慈，倒空自己，成為人的樣式，神藉著「虛己」彰顯出來，而人性則被高舉起來，所以基督應該是完全的人。也唯有祂是人，才能體貼人的軟弱、絕望和試探。而且祂要同時是無罪的人，才能做人的代表，替他們贖罪。

#### 對聶斯脫里基督論的質疑
由於聶斯脫里認定神－人二性的特徵，必須永遠劃分清楚，因此二性之間的道德性結合，有如穿外套一般，二性便只能有表面連接的關係，這將使二性之間的「屬性相通」無法發展。

### 區利羅的基督論

#### 區利羅的道成肉身理論
由於亞歷山大學派強調神的超越性，特別是祂的不變性，以及不受感情影響的特性，規定這個神－人二性的結合，不可讓受造的敗壞感染到神的本性。因此區利羅宣稱道本身與擁有理性靈魂的肉體結合為一，成為一個人，或被稱為「人子」。是神－人二性按照無法言喻、無法解釋的方式結合，產生出一位主及聖子耶穌基督。祂在母腹當中便已經與肉身結合，因此可說是從肉身而生，因為祂使自己通過被生產的過程而得著一個身體。對於祂的「受害與復活」，因為神並非屬形質的，所以不可能受痛苦，祂在被打、被釘時，是那成為祂身體的身體在承受苦難。

#### 區利羅的道成肉身方式
根據區利羅的說法，道成肉身的肉體裡並無人類的位格，是耶穌基督的位格，透過瑪利亞取得了人類的肉身，也就是說瑪利亞生了肉身的神，這就是道成肉身的方式，神的兒子就是耶穌基督的人格。耶穌基督的人性似乎沒有位格，但它仍然超過單純的身體與動物的生命力。因為耶穌基督的人性，仍包括真正人性的一切，如：靈、魂、體、心志和意志。只是對聖言而言，它沒有獨立自主的個人存在，是完全屬乎神了。神與聖言，並不是臨到一個人身上，而是真的變成一個完全的人，同時又仍然是完全的神。換言之，二性結合後只有一性，人性完全融入神性之中。唯有神才有能力勝過死亡，拯救人類。

#### 對區利羅基督論的質疑
二性結合成一性之後，耶穌基督如何是完全的神？又是完全的人？區利羅強調神性不能受苦，是當作工具之道成肉身的人性在受苦，但神－人二性「屬性相通」，神性如何只讓人性受苦，而自己無感覺？若無感覺，屬性有相通嗎？

### 布特曼的基督論

#### 耶穌的真實性權威受到質疑
在十七世紀中葉理性主義興起以前，對於聖經記載的歷史事蹟幾乎全盤接受。理性主義興起之後科學進步，人類接收訊息的層面越來越多元化，人的主觀意識也越來越抬頭，開始對過去的權威產生質疑。在信仰方面，對新約作者的原意和當時歷史的證據，也開始引起聖經學者的探討。到了十九世紀，對《聖經》研究的歷史批判達到顛峰，有人發現新約作者對歷史並不重視，每個作者對耶穌的形象都各有強調，因此引發人們對「福音信息所傳講的基督」與「經文背後真正歷史的耶穌」何者為真的探討。

#### 從歷史的觀點分析耶穌基督
布特曼當時用「形式批判學」（分析聖經書卷成書的過程與所用的形式），來確定內容的真實性。分析發現，符類福音較多的是文化產物，真正經得起歷史批判的證據不多。而且打從使徒約翰和保羅開始，就不著重在耶穌生活細節的記載，而在於要求對末日審判信息的回應。他們所傳的基督，並非歷史上的耶穌，而是要觸動聽眾的心，引起接受、崇拜和信仰的基督。因為他們福音信息所著重的是，「基督是我們的救主，我們要傳揚祂，使人認識上帝的作為，從而獲得更豐盛的生命。」
也就是說，人們所相信、所傳講的耶穌，不是客觀角度記載的耶穌真貌，而是添加作者主觀理解和詮釋過的耶穌，如今被人們稱為「主」的那位，是「信仰的基督」；不是「歷史的耶穌」。對基督而言，歷史不具有絕對的重要性，只要耶穌存在過，而基督教傳揚福音信息（Kerygma）是建立在耶穌身上就夠了，其餘的靠信心接受。所以，他認為缺乏對「歷史的耶穌」的知識，並無損於對基督的信仰，因為信仰的核心不在於能獲得「歷史的耶穌」的知識，而在於現今與基督個別的「相遇」。
所謂相遇就是我們覺得事件對我們有意義，例如我們知道一件災難，這是一個事不關己的事件，但若事件當中有我們至親的人，我們會有感受且做出反應，這事件便與我們有了意義，這就是相遇。如果我們從信息中感受到基督向我們說話，我們願意接受祂，覺得生命與祂有了關係，救恩的工程在那一刻便完成了。如果我們的心對福音信息沒有感覺、沒有反應，即便耶穌站在我們面前，我們依然與救恩無關。就好像當時的文士、法利賽人一樣，即便耶穌真實地站在他們面前，仍不具任何意義。所以布特曼認為福音的核心是「信仰的基督」，而非「歷史的耶穌」。基督既是福音的核心，那在布特曼的觀念中，基督是什麼呢？

#### 從存在的理論定義基督
布特曼認為，在科學時代不能再用神話傳揚基督福音，因為那些超自然的神話，只是過去的事件，無法重複出現，經不起科學的驗證，只能存在於當時文化所能接受的世界觀裡，所以神話已不足以採信。於是布特曼在1941年提出「非神話化」的論述。布特曼的「非神話化」並非如自由主義者所強調的，要將聖經中的神話故事全部剔除，因為他認為這些神話的背後隱藏著基督福音的信息，全部剔除會使信息受到虧損，所以只要重新解釋，便可以看出其中所要表達的真理。
例如：他相信復活，但他認為復活是發生在門徒主觀經驗裡的事，並不是歷史舞台上的事，也就是說，耶穌的復活是門徒自己感覺的，不是耶穌肉身真實的復活。所以，布特曼相信耶穌的確復活了，但是復活在基督教所傳揚的福音信息當中。這神話的問題若不解決，不單會讓現代人無法接受基督徒所傳的信息，也會讓它混淆了這信息本身的內涵，進而攔阻人真正與福音信息相遇，所以他認為「非神話化」可以幫助人與神相遇。
布特曼就存在主義的觀點認為，聖經裡的末世審判，並非是神在將來世界結束時的審判，而是目前「此時此刻」的我們聆聽到福音的信息，根據我們所知神在基督裡成就的事，然後做出回應和選擇，我們便在福音信息中與基督相遇。對我們而言，這一刻就是「末世審判」，因為神的話透過基督，超越時空地直接向我們呼籲，當我們憑信心接受的時候，便脫離了罪的轄制，揮別過去舊有的生命，得到「兒子的名份」，有了新的生命和真正的自由，神所應許的國度馬上具體地臨在我們的身上，不必等到未來。雖然我們的肉身仍在這個世界受制於時間，且面對諸多的試煉，但我們的靈可以超越時空與主同在，因著信心得以與基督成為同時代的人，在祂的經歷中與祂一起感動。
但布特曼認為我們這樣的名份並不是一次擁有，便可以永遠擁有，也就是說我們不是一次得救永遠得救。所以，我們要隨時保持儆醒，隨時預備心與基督相遇，因為根據存在主義的理論，人的救恩只能發生於他在具體世界中的存在狀態，人所面臨的每一瞬間都是末世審判。所以在布特曼的眼中，基督就是福音的核心，是神永存的道，透過基督傳遞福音信息，對每一世代聆聽者的呼籲，是一種禮物，無時無刻不斷地針對個人發出邀請，並挑戰做出決定。

#### 布特曼基督論的影響
布特曼為了讓現代人能接受合乎現代思想的基督信仰，運用存在的角度來詮釋新約，使喜歡用科學角度思辯的人，不再認為基督教是一種怪力亂神的宗教。而且他對「神的超越性」的論述，也使得在自由主義論者所強調的「神的臨在性」衝擊之下，搖搖欲墜的基督信仰得以重新站穩腳步，這是布特曼的大功勞。但他忽視歷史的看法，讓人不再重視歷史的耶穌，而轉向宣揚信仰的基督。同時也造成人們對聖經的權威性產生懷疑。

#### 對布特曼基督論的質疑
布特曼過於強調個人化，認為救恩不是神的揀選，而是個人對福音信息作主觀詮釋後的抉擇，這讓人疑惑，救恩的主權到底是在神，還是在人？筆者一直找不到布特曼的教會論論述，不知道在對神的關係上，如此強調個人化的主觀領受，教會要靠什麼來維持合一的見證？

## 关于基督论的异端

### 多西特派
多西特派主张“耶穌基督只有神性，而无人性”。不承認道成肉身。基督的肉体，并非实有其身，不过幻象而已（正像《约翰一书》四章二至三节所说的，不承认基督是成了肉身来的），故又稱幻象說、幻影說。

### 伊便尼派
伊便尼派認為耶穌並不是神，是凡人約瑟與馬利亞之子，一個凡夫俗子，因為他具備正直、公義、順服、聖潔的品德，上帝特別選出他成為自己的養子，也成為拯救人類的先知。耶穌名義上是神之子，實際上耶穌是一個偉大的人類先知，不是神。這個學說被稱為養子說。養子說後被其他基督教會指責為異端。不過養子說影響了伊斯蘭教對耶穌的看法。
伊便尼派全部是犹太人，是最早期跟随耶稣的信徒。薩洛尼卡敕令使基督教立为羅馬帝國的国教之后，他们受了罗马制定的新教派不断的压制和杀害，继而分散，远至远东。耶稣的门徒聖湯瑪士去了印度传教，直至十五世纪，聖湯瑪士的教会才被发现，这教会经过长久的抵抗，终于在十六世纪末，它被迫改宗为天主教。
伊便尼派认为，重要的是灵修，不是传道。并且表明：「耶稣」跟「基督」意義不同。「耶稣」属于人性，「基督」属于神性，耶穌由一個凡夫俗子而成為基督，而每一个人都可以跟耶稣一样的从人性转为神性。那是透过净化自己的身体和意念、内心不断寻找和静待，以能慢慢地意识到上帝的意义。伊便尼派又说: 人的本身是一个神圣之地，每个人都能在自己身體裏面存在的一个神圣的殿堂内，耐心地寻找那至圣之圣的存在，在这一段路途上，逐渐發覺而认识自己的本來面目，最终，能够认出人是神的影像，因而能与上帝合一。人与上帝完全合一的时候，他就会成为那个所说及的新耶路撒冷。因为人的本身是一个圣殿，虽然是污秽了的圣殿，人并没有其他圣堂的需要。

### 亚流派
亚流派认为基督是半神，“基督的神性不完备”，是聖言（道）与人身相合，而成为基督，不可与神相比。亚流（Arian）说：基督乃是神所造的，不过在万世以前被造在万物之先而已，所以基督也有不存在的时候。

### 亚玻里拿留派
亚玻里拿留派认为“基督的人性不完全”，並非完全的神，也並非真正的人。说基督仅有人的身体与人的魂，没有人的灵，乃是以聖言取代了人的灵。

### 聂斯脱里派
聂斯脱里派（即曾经传到中国之景教，隶属东方亚述教会）认为耶穌是耶穌，聖子是聖子。聖子是神，但耶穌不是神。等於神附在耶穌的身上，“基督的神人二性分而不合”。

### 欧迪奇派
欧迪奇派认为“基督的神人二性溶合为一，成为第三性”。

### 引用
1. ↑  沈介山，《信徒神學》，（臺北：中華福音神學院出版社，1993），273-366。
2. ↑  祈伯爾，《歷史的軌跡──二千年教會史》，李林靜芝譯，（臺北：校園書房出版社，1986），38-9。
3. ↑  奧爾森，《神學的故事》，165。
4. ↑  奧爾森，《神學的故事》，242。
5. ↑  吳昶興，〈再議涅斯多留基督論〉，109-10。
6. ↑  奧爾森，《神學的故事》，245。
7. ↑  吳昶興，〈再議涅斯多留基督論〉，111-2。
8. ↑  莫菲特，《亞洲基督教史》，中國神學研究院中國文化研究中心編譯，（香港：基督教文藝出版社，2000），186。
9. ↑  奧爾森，《神學的故事》，250。
10. ↑  莫菲特，《亞洲基督教史》，188。
11. ↑  任以撒，《系統神學》，（臺北：改革宗出版有限公司，2003），157。
12. ↑  吳昶興，〈再議涅斯多留基督論〉，112。
13. ↑  奧爾森，《神學的故事》，239。
14. ↑  麥葛福，《基督教神學原典菁華》，楊長慧譯，（台北：校園書房出版社，1998），186。
15. ↑  奧爾森，《神學的故事》，256。
16. ↑  陶理博士主編，《基督教二千年史》，613。
17. ↑  Gilbert（阿冠），《布特曼神學思想簡介》，http://life.fhl.net/Philosophy/bookclub/Bultmann.htm （页面存档备份，存于） , 1, 2006/12/9.
18. ↑  鄧肇明，《現代神學家素描》（香港：基督教文藝出版社，1979），13。
19. ↑  葛倫斯、奧爾森，《二十世紀神學評論》，103。
20. ↑  麥葛福，《基督教神學手冊》，劉良淑、王瑞琦譯，（台北：校園書房出版社，1998），387。
21. ↑  葛倫斯、奧爾森，《二十世紀神學評論》，105。
22. ↑  葛倫斯、奧爾森，《二十世紀神學評論》，111。
23. ↑  麥葛福，《基督教神學手冊》，557。
24. ↑  麥葛福，《基督教神學原典菁華》，楊長慧譯，（台北：校園書房出版社，1998），458-9。
25. ↑  麥葛福，《基督教神學原典菁華》，459。
26. ↑  麥葛福，《基督教神學手冊》，387-8。
27. ↑  余達心，《基督教發展史新釋》，（台北：基督教改革宗翻譯社，1994），29~30。
28. ↑  . ebionite.com.   [2018-04-07]. （原始内容存档于2018-04-17）.